# Vicente Rebollo Mozos
Vicente Rebollo Mozos (ur. 15 kwietnia 1964 w Revilla Vallejera) – hiszpański duchowny katolicki, biskup Tarazony od 2022.

## Życiorys

### Prezbiterat
Święcenia kapłańskie otrzymał 13 sierpnia 1988 i został inkardynowany do archidiecezji Burgos. Przez wiele lat pracował duszpastersko. W 2007 objął funkcję ekonoma archidiecezjalnego, a w 2016 został przeniesiony na stanowisko wikariusza biskupiego ds. ekonomicznych.

### Episkopat
28 czerwca 2022 papież Franciszek mianował go biskupem ordynariuszem diecezji Tarazony. Sakry udzielił mu 17 września 2022 metropolia Saragossy – arcybiskup Carlos Manuel Escribano Subías.